# جان آنتونی بروکس
جان آنتونی بروکز جونیور (انگلیسی: John Anthony Brooks Jr.؛ زاده ۲۸ ژانویهٔ ۱۹۹۳) مدافع بازیکن فوتبال تیم باشگاه فوتبال وولفسبورگ است.
وی همچنین در تیم ملی فوتبال ایالات متحده آمریکا بازی کرده‌است.